# Оморочка
Оморочки (долблёная и берестяная) в Хабаровском краевом музее
имени Н. И. Гродекова
Оморочки (долблёная и дощатая) в Амурском городском краеведческом музее
(город Амурск)
Оморо́чка — русскоязычное название лодки, традиционно использующейся малыми коренными народами Дальнего Востока — нанайцами и удэгейцами.
Нанайцы использовали два типа лодок:
1. Большая лодка типа байдарки, каркас которой изготовлен из продольных и поперечных деревянных колотых дощечек, снаружи обтянутая берестой. На нанайском языке такая оморочка называется омоочи́н. Оморочка-омоочин применялась преимущественно для поездок в другие стойбища, перевозки людей, грузов.
2. Малая долблёная лодка типа чёлн, вырубается топорами из цельного ствола дерева, желательно из корейского кедра, тополя, липы. Между бортами вставляются деревянные палочки — распорки. На нанайском языке такая оморочка называется утунги́э. Долблёная оморочка-утунгиэ изготавливалась одно- или двухместной, использовалась на рыбалке или на охоте.

Нос и корма оморочек имели одинаковые очертания, что позволяло не разворачивать лодку.
На мелкой воде оморочки управляются шестами, на глубокой воде — гребковыми вёслами.

## Оморочка в литературе
В литературных произведениях дальневосточных писателей можно часто встретить описание традиционной нанайской лодки.

### Владимир Арсеньев
Летом, когда изюбрь держится по протокам реки, где он лакомится водяным лютиком, орочи-удэхе для охоты употребляют маленькие лодки, называемыми русскими оморочками (от слова «омо» — один и «ороч» — человек). С поразительной ловкостью и быстротой они плавают на омороках: ни один шорох, ни один всплеск воды не выдаёт его присутствия. Случается, они так близко подплывают к изюбрю, что с лодки слышно, как он дышит и проглатывает жвачку.
— Владимир Арсеньев. Путевые дневники.

### Иннокентий Лопатин
Гольд без оморочки не делает даже шагу из своего стойбища. Куда бы не направлялся и как бы не был короток его путь, он всегда плывёт в оморочке. Даже по стойбищу гольды не ходят пешком, а всегда плавают в оморочке. Одним словом, оморочка до такой степени нужна гольду, что её можно рассматривать как органическое продолжение гольда: это — его необходимый орган тела. Без оморочки встретить гольда вне стойбища совершенно невозможно. С неё он ловит рыбу, с неё охотится, под нею спит или спасается от дождя. Не расстаётся гольд со своею оморочкою и после смерти: на могилу каждого мужчины кладётся оморочка или отломленный её нос.
— Иннокентий Лопатин, геолог (1839—1909).